# Jeanette Schultze
Jeanette Schultze-Hehn (* 4. September 1931 in Leipzig als Jeanette Schultze; † 3. Oktober 1972) war eine deutsche Filmschauspielerin.

## Leben
Nachdem Schultze zu Beginn ihrer Karriere in ernsten Rollen reüssierte, darunter der Titelrolle in dem Melodram Martina, verlegte sie sich, von wenigen Ausnahmen abgesehen, auf das Komödien-Fach und wirkte u. a. in drei Operettenverfilmungen mit.
Schultze war einige Jahre mit dem Schauspielerkollegen Albert Hehn verheiratet, mit dem zusammen sie auch in zweien ihrer Filme spielte. Der Ehe entstammt die 1949 geborene Tochter Jeannette-Micheline Hehn.

## Filmografie
- 1949: Die Brücke (Regie: Arthur Pohl)
- 1949: Anonyme Briefe (Regie: Arthur Maria Rabenalt)
- 1949: Martina (Regie: Arthur Maria Rabenalt)
- 1950: Epilog – Das Geheimnis der Orplid (Regie: Helmut Käutner)
- 1950: Skandal in der Botschaft (Regie: Erik Ode)
- 1950: Wenn Männer schwindeln/Taxi-Gattin (Regie: Carl Boese)
- 1951: Königin einer Nacht (Regie: Kurt Hoffmann)
- 1951: Die Csardasfürstin (Regie: Georg Jacoby)
- 1951: Professor Nachtfalter (Regie: Rolf Meyer)
- 1952: Der Mann in der Wanne (Regie: Franz Antel)
- 1952: Ideale Frau gesucht (Regie: Franz Antel)
- 1953: Eine Nacht in Venedig (Komm in die Gondel) (Regie: Georg Wildhagen)
- 1953: Rote Rosen, rote Lippen, roter Wein (Regie: Paul Martin)
- 1954: Sanatorium total verrückt (Regie: Alwin Elling)
- 1955: Die Toteninsel (Regie: Viktor Tourjansky)
- 1957: Der Glücksbringer (Regie: Volker von Collande)